# Конестога (Пенсільванія)
Конестога (англ. Conestoga) — переписна місцевість (CDP) в США, в окрузі Ланкастер штату Пенсільванія. Населення — 1163 особи (2020).

## Географія
Конестога розташована за координатами 39°56′25″ пн. ш. 76°20′12″ зх. д. / 39.94028° пн. ш. 76.33667° зх. д. (39.940385, -76.336577).  За даними Бюро перепису населення США в 2010 році переписна місцевість мала площу 5,40 км², з яких 5,39 км² — суходіл та 0,01 км² — водойми.

## Демографія
Згідно з переписом 2010 року, у переписній місцевості мешкало 1258 осіб у 465 домогосподарствах у складі 371 родини. Густота населення становила 233 особи/км².  Було 490 помешкань (91/км²).
Расовий склад населення:
| - 97,3 % — білих - 1,2 % — азіатів - 0,3 % — чорних або афроамериканців |

До двох чи більше рас належало 0,7 %. Частка іспаномовних становила 1,7 % від усіх жителів.
За віковим діапазоном населення розподілялося таким чином: 23,6 % — особи молодші 18 років, 63,8 % — особи у віці 18—64 років, 12,6 % — особи у віці 65 років та старші. Медіана віку мешканця становила 39,9 року. На 100 осіб жіночої статі у переписній місцевості припадало 107,2 чоловіків;  на 100 жінок у віці від 18 років та старших — 108,9 чоловіків також старших 18 років.
Середній дохід на одне домашнє господарство  становив 71 955 доларів США (медіана — 70 139), а середній дохід на одну сім'ю — 80 374 долари (медіана — 80 156). Медіана доходів становила 43 227 доларів для чоловіків та 46 042 долари для жінок. За межею бідності перебувало 8,0 % осіб, у тому числі 16,9 % дітей у віці до 18 років та 0,0 % осіб у віці 65 років та старших.
Цивільне працевлаштоване населення становило 698 осіб. Основні галузі зайнятості: освіта, охорона здоров'я та соціальна допомога — 23,4 %, будівництво — 18,1 %, науковці, спеціалісти, менеджери — 9,3 %, виробництво — 8,2 %.